# Grassitrema
Grassitrema är ett släkte av plattmaskar. Grassitrema ingår i familjen Hemiuridae.
Kladogram enligt Catalogue of Life:
| Grassitrema | \| \| Grassitrema genypteri \| \| \| \| \| \| Grassitrema prudhoei \| \| \| \| |
|             | \| \| Grassitrema genypteri \| \| \| \| \| \| Grassitrema prudhoei \| \| \| \| |
|             | Grassitrema genypteri                                                          |
|             |                                                                                |
|             | Grassitrema prudhoei                                                           |
|             |                                                                                |